# Concerto Grosso Op.6 N.8

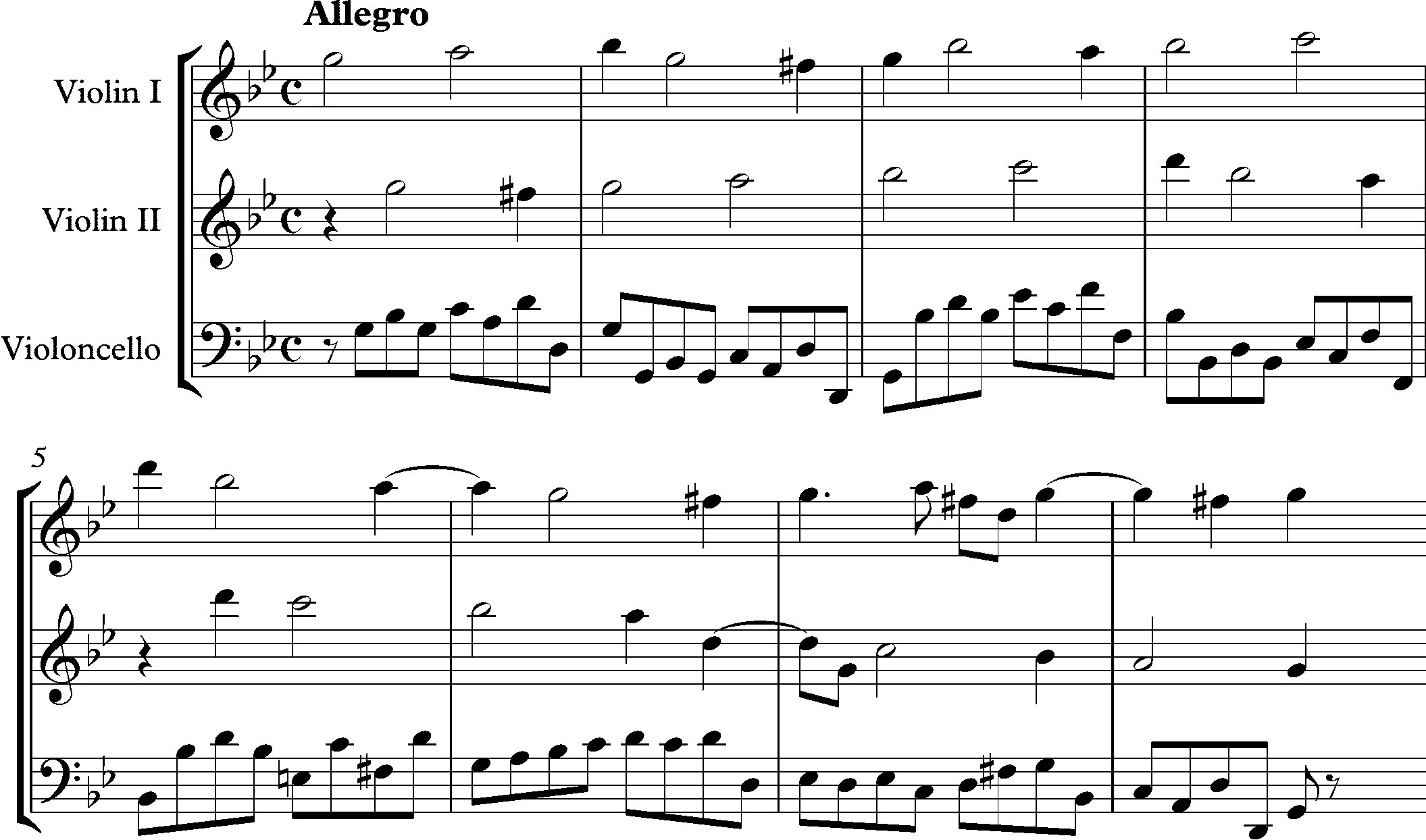
Fatto per la notte di Natale, segundo movimento.

O Concerto Grosso Op.6 N.8 é uma obra orquestral do compositor italiano Arcangelo Corelli.

## Descrição
Publicada postumamente em 1714 como uma série de doze peças, é considerada por muitos o auge da forma do concerto grosso. Os primeiros oito são escritos como "sonata da chiesa", ou sonata para igreja, sendo que o último ficou conhecido como "Concerto de Natal", em parte devido à indicação "Pastoral" atribuída por Corelli, ao movimento final, sendo executado na noite de Natal.